# Tsqaltubo (distrikt)
Tsqaltubo (georgiska: წყალტუბოს მუნიციპალიტეტი, Tsqaltubos munitsipaliteti) är ett distrikt i Imeretien, Georgien. Det ligger i regionen Imeretien, i den centrala delen av landet, 250 km väster om huvudstaden Tbilisi. Antalet invånare är 56 883. Arean är 707,5 kvadratkilometer. Huvudort är Tsqaltubo.